# تعقیب (مجموعه تلویزیونی ۲۰۱۰)
تعقیب (سریال تلویزیونی 2010) (انگلیسی: Chase) یک سریال تلویزیونی آمریکایی است که توسط جنیفر جانسون برای شبکه NBC ساخته شده است. موضوع سریال در مورد یک مامور آمریکایی که به زندان افتاده است از زندان فرار می کند و به تگزاس می گریزد.